# Riorita
Riorita (tiếng Nga: Риорита / Другое название: На память о пережитых страхах / И снова о войне...) là một bộ phim khai thác đề tài cuộc Chiến tranh Vệ quốc vĩ đại của đạo diễn Pyotr Todorovsky, ra mắt lần đầu năm 2009.

## Ê-kíp
- Thiết kế sản xuất: Aleksandr Chertovich